# Scutellaria sibthorpii
Scutellaria sibthorpii là một loài thực vật có hoa trong họ Hoa môi. Loài này được (Benth.) Halácsy miêu tả khoa học đầu tiên năm 1902.